# Adduction gravitaire

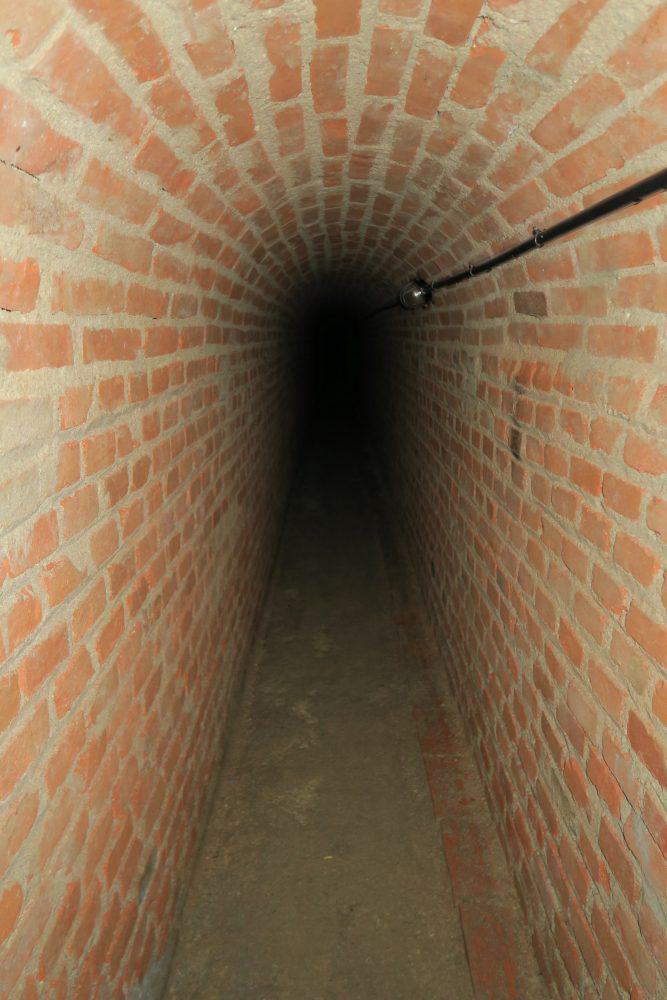
Aqueduc de la Source du Berro (Madrid).

L'Adduction gravitaire est un système de transport d'eau depuis un aquifère ou puits vers la surface, au travers d'un aqueduc souterrain ou d'une galerie filtrante par gravité, sans besoin de pomper. Le système est né il y a environ 3000 ans en Asie Mineure. Les canalisations sont constituées d'une série de conduits verticaux en forme de puits artésien, reliés par un tunnel ou aqueduc de pente légère.
Les puits verticaux tout au long du canal souterrain sont uniquement destinés à l'entretien et l'eau n'est utilisée que lorsqu'elle émerge au point de lumière naturelle.
Il s'agit d'un système d'addduction d'eau qui permet de transporter de l'eau sur de longues distances par des climats chauds et secs sans en perdre une grande partie par évaporation (d'où son nom espagnol, viaje de agua, « voyage d'eau »). Le système a l'avantage d'être résistant à des désastres naturels, comme des tremblements de terre et des inondations, et à la destruction délibérée en cas de guerre. De plus, il est presque insensible aux niveaux de précipitations, et génère un débit dont les variations entre les années humides et les années sèches sont minimes.
Les aqueduc fournissent un approvisionnement fiable en eau pour les peuplements humains et l'arrosage sous les climats chauds, arides et semi-arides, mais la qualité de ce système est directement liée à la qualité, au volume et à la régularité de l'eau souterraine. Une grande partie de la population de l'Iran et d'autres pays arides de l'Asie et du nord de l'Afrique ont dépendu historiquement de l'eau de ces aqueducs. 

## Histoire

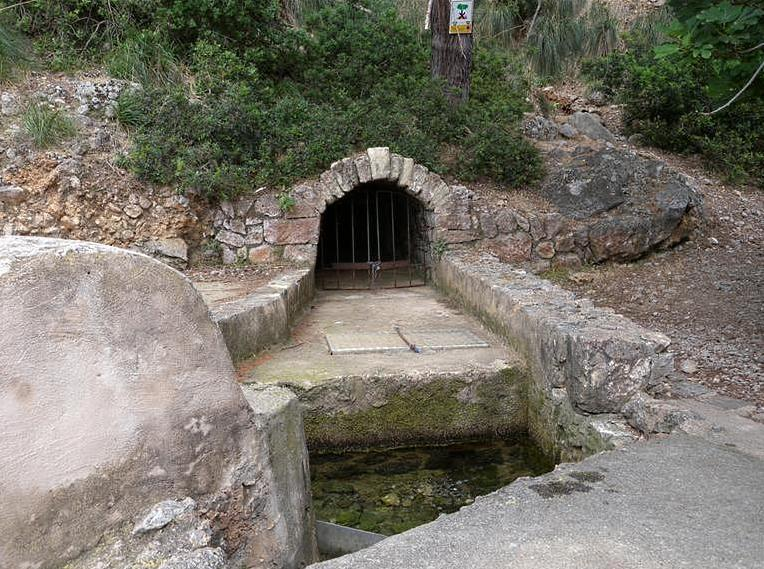
Un aqueduc qui émerge à la source de Verger, à Sa Costera, Escorca, Majorque.

Selon la plupart des sources, la technologie de captage et transport de l'eau a été développée dans l'ancien Empire achéménide par les Elamites ou l'Arménie, à une période au début des années 1.000 avant J.-C., et elle s'est étendue lentement vers l'ouest et l'est à partir de là,,,,. Des techniques similaires ont été élaborées de façon indépendante dans plusieurs endroits au monde, dans la péninsule d'Oman et au nord-est de la meseta d'Iran où subsistent des canaux actifs de plus de cent kilomètres de long et une profondeur qui peut  atteindre 30 mètres, en Chine et en Amérique du Sud, notammement au sud du Pérou.
À mesure que les réseaux commerciaux se sont développés et intensifiés, certaines plantes ont été cultivées de plus en plus loin de leur zone d'origine. 
Le Gossypium arboreum, originaire du sud de l'Asie, a été cultivée sur le sous-continent indien, décrite dans la Recherche sur les plantes de Teofraste et dans les Lois de Manu. Sa culture s'étend de  son terroir natal à l'Inde puis au Moyen Orient. 
L'irrigation à base de cannaux et de qarat aurait été développée pour irriguer ces plantes, en particulier en Perse, où ces canaux doublent la quantité d'eau disponible pour l'arrosage et l'agrément. Ainsi, la Perse a pu profiter de plus grands excédents de produits agricoles, ce qui a augmenté l'urbanisation et la stratification sociale. Ces techniques d'irrigation se sont développées l'ouest et l'est à partir de la Perse.

### Oman
Les falaj dont les sont visibles à Salut et Bat dans la péninsule d'Oman sont datés de l'âge du bronze. C'est un système d'aqueducs souterrains similaires que qanat reliés entre-eux par des tunnels horizontaux. Il en existe de trois sortes : les aqueducs souterrains (Daudi), les aqueducs provenant d'un barrage (Ghaili), et ceux captant une source (Ainsi).
Ces installations ont permis le développement d'une agriculture à grande échelle dans un environnement aride.

### Perse ancienne

Schema d'un qanat, ancien aqueduc souterrain perse

Les qanats sont un système de captage et d'aqueduc souterrains développés sur les territoires de l'ancienne perse, il y a environ 3000 ans. Il s'agit d'un ensemble de descentes verticales tombant dans des aqueducs. L'eau souterraine est ainsi poussée jusqu'à la surface grâce à la gravité dès lors que la zone à irriguer est en contrebas de l'aquifère. L'eau peut être transportée sous terre sans évaporation.

### Cuniculiromain

Possible diffusion géographique de la technologie du qanat.

Dans le bassin méditerranéen, des aqueducs souterrains ont été bâtis sous forme de tunnel pour acheminer l'eau depuis des sources et des montagnes vers des zones sèches et les villes. Le tunnel de Ezequías de 533 mètres de long, bâti à la fin du VIIIe siècle av. J.-C. et au début du VIIe siècle av. J.-C., arrosait Jérusalem avec l'eau de la source de Giron. Il fut construit alors que la ville se préparait à un siège imminent de la part des assyriens. Les romains ont réemployé les techniques que les Étrusques maîtrisaient au VIe siècle av. J.-C. et ont percé de nombreux aqueducs souterrains appelés cuniculi au nord-est de Rome puis dans les territoires qu'ils contrôlaient en Europe, dans le nord de l'Afrique et en Asie Mineure. Ils purent transporter de l'eau, dévier des rivières, drainer des lacs pour l'arrosage de terres agricoles, pour la construction de routes et le traitement des minerais. L'empereur Claude fit construire le tunnel homonyme, d'environ 5,6 km de long en l'an 41 après J.-C. pour drainer le lac Fucin (Lacus Fucinus). Cet ouvrage était équipé de puits (appelés puteus ou lumen) de 122 mètres de profondeur, sa construction prit environ 11 ans et employa 30000 travailleurs.

### Pukios péruviens
En 500 après JC, dans l'actuel Pérou, les habitants du désert côtier ont développé une technologie similaire à celle des Qanats appelés pukios. Ces installations sont encore en fonctionnement dans la région de Nazca.

### «Voyages» espagnols
En espagne, ces réseaux d'aduction gravitaire pour sont connus sous le nome de « voyages d'eau ». Par exemple, la ville de Madrid, qui possède le réseau d'adduction d'eau le plus développé de la péninsule ibérique qui est décrit comme un type de «galerie filtrante», utilisé comme conduite souterraine ou semi-souterraine pour canaliser le ravitaillement d'eau dans les noyaux de population, avec un développement spécial dans certaines villes depuis la conquête romaine d'Hispanie, jusqu'au XIXe siècle. Le réseau hydrographique de Madrid en est un exemple remarquable, depuis son peuplement comme ville médiévale.
L'usage ancestral des voyages d'eau comme des génies d'eau potable ou pour l'arrosage agricole a laissé d'importants exemples dans le Levant espagnol, l'Andalousie, et les Îles Canaries. Diverses études archéologiques ont trouvé des vestiges ou des restes de «qanats» dans des localités telles que Alcalá de Henares, Crevillente, Fuentelapeña, Port Lumbreras, Valladolid, ou Villaluenga du Rosaire, pour n'en citer que quelques-uns d'une longue liste.
En 2002, l'UNESCO a proposé la protection des voyages d'eau comme patrimoine culturel de l'humanité, et leur inscription sur la Liste du Patrimoine Mondial. En 2015, lors de la 40e réunion à Istanbul du Comité du Patrimoine Mondial de cette organisation, ont été inscrits onze «qanat» iraniens d'entre 200 et 2500 ans d'ancienneté.

## Description et fonction

Section transversale d'un aqueduc

Les voyages d'eau sont bâtis comme une série de conduits verticaux en forme de puits, reliés par un tunnel de pente légère qui porte un aqueduc d'eau. Ils véhiculent efficacement de grandes quantités d'eau souterraine à la surface sans pompage. L'eau draine par gravité, depuis un aquifère situé sur un point élevé, la destination étant plus basse que la source. Les voyages d'eau permettent de véhiculer de l'eau à de longues distances dans des climats chauds et secs sans beaucoup de perte d'eau par évaporation. L'aqueduc, comme tout « qanat », peut être schématisé en trois parties principales : les puits (ou réseau de captage), les galeries ou canaux de drainage de la ligne de conduite, et le réseau de distribution et ses coffres et sources. Dans le processus de construction apparaissent les éléments ou phases suivants :
1. Localisation des sources d'eau souterraine par l'intermédiaire de puits artésiens ou galeries de captage d'eau de pluies, bâties en altitude, c'est-à-dire toujours au-dessus du niveau de l'habitat auquel est destiné le ravitaillement pour garantir la pression sans besoin de pompe.
2. Tracé des mines ou galeries avec une hauteur moyenne de 1,80 mètres sans renforcement (ou de “garrot de cheval”), et un lit de graviers comme système de décantation pour retenir les impuretés.
3. Tout au long du parcours s'ouvraient des puits de ventilation (les lucarnes ou cheminées pour extraire des matériaux, qui ensuite serviront pour l'aération), généralement couverts ou parachevés, tous les 20 mètres, par « une pierre de granit coupée, en forme tronco-pyramidale, de 70 cm de côté par 80 de haut », pour empêcher l'accès à des animaux, des personnes ou le rejet d'ordures. La où le tunnel changeait de direction, on intercalait également de petites citernes surélevées qui fonctionnaient comme des dépôts de sable.
4. Dans le tronçon le plus proche des lieux d'habitation, les simples mines sans renforts se transformaient en « canalisations de 0,5 à 1 mètre de large, dont l'intérieur était revêtu de pierre ou de brique, avec un lit concave à la façon d'une voûte inversée et avec le même système de rétention d'impuretés ».
5. Une fois dans le périmètre de l'agglomération, les canaux du voyage étaient répartis par l'intermédiaire de dépôts ou "coffres principaux". Depuis ces coffres de registre, l'eau était distribuée dans les zones de la ville destinataire (palais, maisons nobles, couvents, maisons particulières et fontaines publiques).
6. La dernière pièce essentielle des voyages d'eau était les canalisations vicinales et en particulier les grandes sources assignées aux porteurs d'eau. Pour les tronçons finaux, on a utilisé pendant des siècles des « buses de terre cuite » de différents diamètres, entre les 35 mm du tube oranger, et les 151 mm du tube majeur, de 124 RA (environ 4,59 litres).